# Дантек, Морис Жорж
Мори́с Жорж Данте́к (фр. Maurice Georges Dantec; 13 июня 1959 года, Гренобль, Франция — 25 июня 2016) — канадский писатель

-фантаст французского происхождения.

## Биография
Родился 13 июня 1959 в Гренобле. Родители — канадцы, отец — журналист, мать — швея и служащая мэрии. Вырос в основном в Иври-сюр-Сен недалеко от Парижа. В 1971 году поступает в лицей Ромена Роллана. Учась в средней школе познакомился с Жаном-Бернаром Пуи, будущим автором нуарных романов, который вдохновил Дантека на интерес к нуарной фантастике.
Тогда же началось его увлечение Ницше, оказавшее сильное влияние на всё его творчество. В конце 1970-х, окончив среднюю школу, он начинает учиться в университете на гуманитарном отделении, но вскоре его бросает и создает рок-группу «État d’urgence».
Сменив множество работ, становится профессиональным писателем. Его первая книга — «Красная сирена» (1993) — относится к жанру криминального детектива. Она получила большое количество наград, экранизирована. Второй роман Дантека, «Les racines du mal» (Корни Зла), появился в 1995 году. Роман был создан на стыке научной фантастики и киберпанка, получил престижную премию «Prix de l’Imaginaire», оказался коммерчески очень успешным и закрепил за Дантеком славу одного из лидеров «новой волны» киберпанка.
После активного участия в дебатах вокруг войны в Югославии Дантек, разочаровавшись в официальной позиции властей, решает в 1997 году эмигрировать в Квебек.

## Смерть
Имея слабое здоровье в течение нескольких лет, Дантек умер от сердечного приступа в своем доме в Монреале 25 июня 2016 года.